# Andrés Lares
Juan Andrés «Chimango» Lares León (Cabana Sur, Lucanas; 3 de mayo de 1957) es un violinista, compositor y difusor musical peruano, que ha desarrollado su carrera artística en la música andina peruana, siendo apodado como «el Primer Violín del Perú». Dentro de sus trabajos musicales, se desempeña en la danza de las tijeras, baile típico del departamento de Ayacucho.

## Biografía

### Primeros años
Nació el 3 de mayo de 1957 en Cabana Sur, pueblo de la provincia de Lucanas, en Ayacucho, bajo el nombre de Juan Andrés Lares León. Proveniente de una familia dedicada a la agricultura, es único hijo de don Andrés Lares Berrocal y doña Daniela León. Tras el fallecimiento de su madre, fue criado por su abuela hasta los siete años, y realizó sus estudios escolares en la Hacienda Cantallo en Nazca.
Tiempo más tarde, Lares se muda a la capital peruana Lima allá por los años 1960, inicialmente para terminar la secundaria y reencontrarse con su padre quién se encontraba casado por segunda vez.  Realizó diferentes oficios en las calles de la ciudad siendo vendedor de golosinas, carnicero y heladero. Mientras trabajaba en un mercado del distrito de Santiago de Surco, vio un violín dentro de una tienda de instrumentos musicales, en el cual quería comprarlo.
Cumpliendo casi la mayoría de edad, estudió la facultad de lingüística en la Universidad Nacional Mayor de San Marcos, aquella que ayudaría por completo a su carrera musical que recién se estaba iniciando.

### Carrera musical
Con el sueldo que ganaba como carnicero, Lares compró un violín, el instrumento musical que años más tarde lo llevaría al estrellato, comenzando así su carrera artística allá por 1975. Lares se instaló en la música andina peruana, inspirándose en su pueblo natal Cabana Sur y en sus vacaciones en los valles de Sorondo. Mientras que en su universidad organizaría una huelga, volvió a Ayacucho para ser parte de la banda musical de la danza de las tijeras, desempeñándose como violinista y a la par, compositor. Durante sus primeros años de trayectoria, firmó una colaboración con la disquera Long Play de la mano del también músico Modesto Tomairo, quién le puso el apelativo de «Chimango», ya que Lares era aficionado del chimango, un postre  ayacuchano.
En el año 1996, ingresa a formar parte del proyecto Kabilando al lado del cantante y músico Manuelcha Prado, en el cual ha permanecido por un año. Tiempo después, participó en la ceremonia de los Padres Benedictinos en Alemania, en 1999 y al año siguiente, prestó su presencia en la Feria del Libro de Cartagena de Indias. Seguidamente, Lares participó con lo mejor de su repertorio musical en el Festival de las Artes de Kennedy Center en 2001, Décima Bienal de Danza de la Ópera de Lyon en 2002 y Festival de la FIFO en Suiza el año 2004.
En el año 2013, fue parte del reparto principal de la película documental Sigo siendo de Javier Corcuera, interpretándose a sí mismo.
Como compositor y difusor musical, Lares colaboró con diferentes cantantes como William Luna, Martina Portocarrero, Manuelcha Prado, Julio Humala y otros artistas. En el año 2015, fue homenajeado en conmemoración de sus 40 años de vida artística, que fue realizado en el anfiteatro del Parque de la Exposición siendo el evento titulado como Homenaje a Chimango Lares.
Recibió la condecoración por parte del Festival de Folclore de Sakopane en Polonia el año 2014, gracias tras haber ganado con su conjunto musical de danzantes de tijeras, en la categoría «Mejor grupo artístico».
Ya para 2018, formó un elenco de música andina para unas giras en Italia, llevando la música andina en el continente europeo. Previo a ello, fue parte del show en el Gran Teatro Nacional el año 2016, basado en el origen de los danzaq. En ese mismo año, lanza su álbum de estudio El Violín de los Andes.[cita requerida]
Actualmente, es el fundador de su entidad artística Asociación Cultural Chimango Lares, cargo donde se mantiene desde su fundación en el año 2013, en el cual se encarga de la rama de la enseñanza, quién además de dar clases de violín, cuenta con canto en idioma quechua e inculcación a la cultura andina.
En el año 2023, formó parte de su show Hatun Yaku Raymi («la gran fiesta del agua» en quechua sureño), contando con la participación de otros músicos peruanos.

## Discografía

### Álbumes en estudio
- 2016: «El Violín de los Andes (Vol. 1)»
- 2016: «El Violín de los Andes (Vol. 2)»

## Cine
- Sigo siendo (2013), él mismo.